# Южнопополокский язык
Южнопополокский язык — язык коренного народа, распространённого в штате Пуэбла в Мексике. Существует два основных варианта, которые могут считаться отдельными языками:
- Месонтланский диалект (Los Reyes Metzontla Popoloca, Mezontla Popoloca, Southern Popoloca) распространён в 1 городе штата Пуэбла. По словам вождя деревни, менее 20 % понимают язык, 10 % могут говорить на нём и только 10 человек хорошо на нём говорят. Диалект бесписьменный.
- Сан-хуан-ацингский диалект (Atzingo Popoloca, Eastern Popoloca, Ngigua, Popoloca de San Juan Atzingo, Popoloca del Oriente, San Juan Atzingo Popoloca, Southern Popoloca) распространён в муниципалитете Сан-Хуан-Ацинго штата Пуэбла. Письмо на латинской основе.